# Gaya minutiflora
Gaya minutiflora là một loài thực vật có hoa trong họ Cẩm quỳ. Loài này được Rose mô tả khoa học đầu tiên năm 1895.